# Липовое (Макеевский городской совет)
Ли́повое (укр. Липове) — село на Украине, находится в Макеевском городском совете Донецкой области. Находится под контролем самопровозглашённой Донецкой Народной Республики.

## География

#### Соседние населённые пункты по странам света
З: Красный Октябрь, Большое Орехово, город Макеевка
СЗ: Орехово, Лесное
С: Нижняя Крынка
СВ: Молодой Шахтёр
В: —
ЮВ: Горное, Зуевка
Ю, ЮЗ: город Харцызск

## Население
Население по переписи 2001 года составляет 115 человек.

## Адрес местного совета
86185, Донецкая область, Макеевский городской совет, пгт. Нижняя Крынка, ул.Центральная, 18, тел. 3-86-50. Телефонный код — 6232.